# Carnival of Rust (canção)
Carnival of Rust é uma canção do Poets of the Fall, lançada em 22 de março de 2006 como primeiro single promocional do álbum Carnival of Rust, que foi lançado no mesmo ano. A canção tem uma melodia belíssima e uma letra que metaforiza amor e solidão.
A canção ganhou uma quantidade significativa de sucesso ao bater imediatamente o número um em YleX's Most Wanted e permanecer no topo da lista por quatro meses. A canção alcançou o número 2 nas paradas oficiais finlandesas de singles bem como a canção mais procurada de 2006 em YleX e foi #1 na lista geral de vendas/rádio/vídeo/disco de acordo com o livro de música finlandês Sisältää Hitin e #1 na lista de reprodução de rádio na lista de 50 Hits de Rumba.
Seu videoclipe foi votado como o melhor videoclipe finlandês de todos os tempos na competição Musiikki-TV, e como melhor videoclipe do ano de 2006 no The Voice.
Um ano após seu lançamento, ela foi incluída na trilha-sonora do filme Suden vuosi.
Em 2020, uma versão acústica da canção foi gravada no álbum Alexander Theatre Sessions.

## Histórico
Em 9 de Fevereiro de 2006, o Poets of the Fall fez o anúncio do próximo single que seria lançado dia 22 de Março. "Carnival of Rust" inclui duas versões da faixa título (uma versão de rádio, e a versão álbum), junto com uma gravação ao vivo exclusiva de "Don't Mess With Me", uma das mais populares músicas do álbum "Signs of Life".
Em 30 de Março, o vídeo da música "Carnival of Rust" foi lançado e visto na The Voice e MTV Finlândia.
Em 2007, ela foi incluída na trilha-sonora do filme Suden vuosi

## Faixas do single
Todas as faixas escritas e compostas por Markus Kaarlonen, Marko Saaresto e Olli Tukiainen. 
| N.º            | Título                                                                                              | Duração |  |
| 1.             | "Carnival of Rust" (Radio Edit)"                                                                    | 3:31    |  |
| 2.             | "Carnival of Rust" (Album Version)"                                                                 | 4:20    |  |
| 3.             | "Don't Mess With Me (Live version - 15 de Julho de 2005, no Rockperry Festival, em Vaasa, Finland)" | 5:33    |  |
| Duração total: | Duração total:                                                                                      | 13:24   |  |

| Digital download - remix single |                                         |         |  |
| N.º                             | Título                                  | Duração |  |
| 4.                              | "Carnival of Rust (Lost Stories Remix)" | 5:40    |  |
| Duração total:                  | Duração total:                          | 19:04   |  |

## Desempenho nas Paradas Musicais
| Single            | Datas de Lançamento                 | Desempenho nas Paradas Musicais | Desempenho nas Paradas Musicais |
| Single            | Datas de Lançamento                 | IFPI FIN                        | YleX's Most Wanted              |
| ----------------- | ----------------------------------- | ------------------------------- | ------------------------------- |
| Carnival of Rust* | 22 Março 2006 1 de Dezembro de 2006 | #2                              | #1                              |

## Videoclipe
O videoclipe de "Carnival of Rust" foi lançado em 30 de março de 2005. Foi adicionado como um bônus ao álbum Carnival of Rust e depois disponibilizado online em 8 de setembro de 2006. Foi dirigido pelo mesmo diretor que filmou o clipe de "Lift", Tuomas "Stobe" Harju. Há uma versão HD remasterizada do original que pode ser visualizada no site do YouTube. Esta edição especial adiciona muitos novos detalhes, profundidade e clareza.

### Prêmios e Indicações
| Ano  | Prêmio               | Categoria                             | Resultado | Ref.   |
| ---- | -------------------- | ------------------------------------- | --------- | ------ |
| 2006 | The Voice            | Best Music Video                      | Venceu    | [ 5 ]  |
| 2006 | TV2's Musiikki-TV    | Best Finnish Music Video of All Times | Venceu    | [ 4 ]  |
| 2007 | Finnish Muuvi Awards | Bronze Muuvi Award                    | Venceu    | [ 11 ] |
| 2007 | Finnish Muuvi Awards | Muuvi People's Choice Award           | Venceu    | [ 11 ] |

## Covers
- 2012 - A banda sueca Shining (3) gravou um cover desta música no EP Lots Of Girls Gonna Get Hurt.[12]